# Kawczyn, Tỉnh West Pomeranian
Kawczyn [ˈkaft͡ʂɨn] là một ngôi làng thuộc khu hành chính của Gmina Drawno, thuộc hạt Choszczno, West Pomeranian Voivodeship, ở phía tây bắc Ba Lan. Nó nằm khoảng 3 kilômét (2 mi)   phía bắc Drawno, 25 km (16 mi) ở phía đông Choszczno và 81 km (50 mi) về phía đông của thủ đô khu vực Szczecin.
Trước năm 1945, khu vực này là một phần của Đức. Đối với lịch sử của khu vực, xem Lịch sử của Pomerania.